# 1742 en arts plastiques
| Années des arts plastiques : 1739 - 1740 - 1741 - 1742 - 1743 - 1744 - 1745    |
| Décennies des arts plastiques : 1710 - 1720 - 1730 - 1740 - 1750 - 1760 - 1770 |

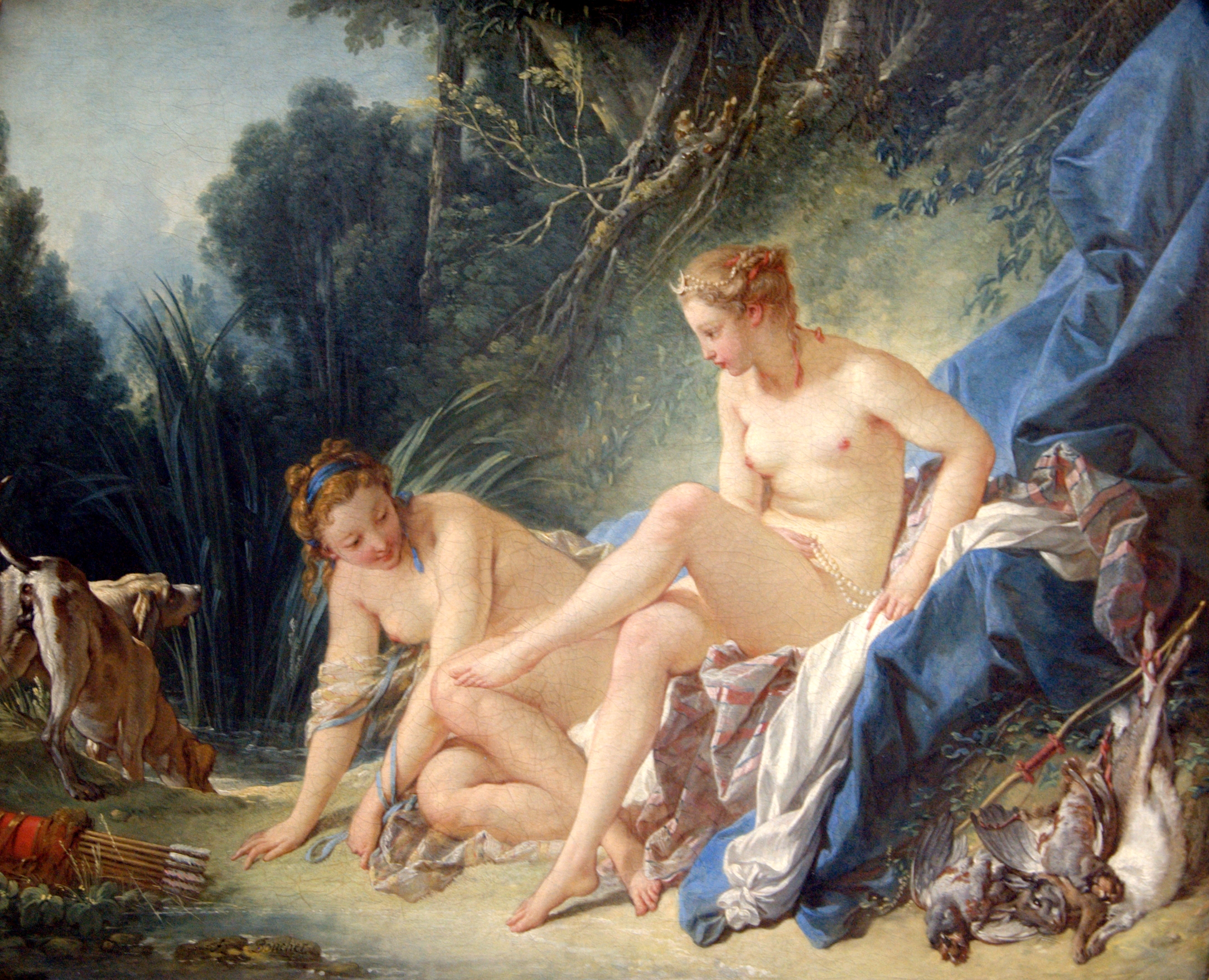
Diane sortant du bain, toile de François Boucher..

Cette page concerne l'année 1742 en arts plastiques.

## Œuvres
- Diane sortant du bain, tableau de François Boucher.

## Naissances
- 18 mai : John Francis Rigaud, peintre britannique († 6 décembre 1810),
- 24 juin : Marc-Antoine Descamps, peintre français († 31 janvier 1836),
- 26 juin : Jacques Joseph Spaak, peintre et poète belge († 8 décembre 1825),
- 19 août : Pierre Duflos le Jeune, graveur français (décès 26 avril 1816),
- 30 novembre : Pierre-André Le Suire, peintre miniaturiste français († 21 juin 1827),
- 3 décembre : François-Joseph Manisfeld, peintre et dessinateur français († 2 décembre 1807),
- 24 décembre : Gregorio Ferro, peintre espagnol († 23 janvier 1812),
- ? : Antoine-Jean Duclos, dessinateur et graveur français († 1795).

## Décès
- 2 janvier : Joseph Mulder, graveur néerlandais (° 11 janvier 1658),
- 1er mai : Jacques-Guillaume Van Blarenberghe, peintre français (° 23 janvier 1691),
- 29 novembre : Louis Dorigny,  peintre et graveur français (° 14 juin 1654),
- ? :
  - Faustino Bocchi, peintre italien (° 1659),
  - Ivan Nikitine, peintre russe (° 1680),
  - Pedro de Ribera, architecte espagnol (° 4 août 1681).